# Artavasdes de Pàrtia
Artavades fou rei de Pàrtia proclamat el 226 i va resistir als perses un temps probablement inferior a cinc anys.
Mort el rei Artaban V de Pàrtia es va proclamar rei el seu fill Artavasdes o Artabaces que va rebre el suport del rei àrab d'Hatra (amb el que estava emparentat), que amb tot va mantenir la seva independència. El rei part de Bactriàna, Vesadyan (possible identitat amb Vologès VI de Pàrtia), del casal de Karen Pahlav, va atacar Ardeshir, però aquest va eludir el combat i vers el 228 Vesadyan fou assassinat; el príncep d'Hircània, del casal de Dyesfenshah va reconèixer Ardashir com el seu sobirà i fou confirmat en el seu feu.
Vers el 231 Ardashir va ocupar Atropatene mentre l'emperador romà Sever Alexandre va atacar els perses des Armènia, entrant també a la Mèdia (Atropatene). Segons Moisès de Khorèn, el rei Tiridates II d'Armènia (Khosrov I) va buscar l'aliança dels albans, ibers, alans, i dels escites de l'Imperi de Kushan (que regnaven a la part oriental a l'actual Afganistan i part de Pakistan i el Panjab Indi) el rei dels quals era Vasudeva (armeni Vehsadjan) però els sassànides van envair l'imperi Kushan entre el 241 i el 251, van ocupar Pushkabur (Peshawar) i van deposar Vasudeva.
Tiridates II fou traïdorament assassinat per un exiliat part, de nom Anak (suposat pare de Gregori l'Il·luminat el primer patriarca d'Armènia), que havia acollit a la capital Vagharxapat, i que estava secretament al servei dels sassànides. La data tradicional (Aghatange, Moisès de Khorèn i Tornebize) és el 238. Llavors Armènia hauria passat als sassànides. El relat tradicional diu que el petit fill del rei, Tiridates (futur Tiridates III d'Armènia), va ser salvat i enviat amb els romans. Però se sap que el 244 el tractat entre l'emperador romà Filip l'àrab i Shapur I de Pèrsia, cedia Armènia als perses però les legions es van aixecar contra aquest fet i van obligar a anul·lar-lo, de manera que la data tradicional sembla errònia. Només se sap segur que el 252 Shapur ja dominava Armènia (així ho testimonia Zonaràs) i en aquest any va instal·lar com a rei a Artavasdes VII, en el que alguns han vist la figura del darrer emperador part, si bé per les dates del seu regnat (252-287) sembla que no és possible que foren la mateixa persona.
| Precedit per: Artaban V | Imperi Part | Succeït per: Ardashir I de Pèrsia |